# Claudio Baeza
Claudio Andrés Baeza Baeza (Los Ángeles, 23 de dezembro de 1993) é um futebolista chileno que atua como volante. Atualmente, joga no Vélez Sarsfield.

## Seleção Chilena
Baeza foi convocado pela primeira vez para defender a seleção principal do Chile em um jogo amistoso contra o Paraguai, no dia 5 de setembro de 2015.